# International Qajar Studies Association
De International Qajar Studies Association (IQSA) is een internationaal werkzame studievereniging die zich ten doel stelt de studie van die periode in de Iraanse geschiedenis te bevorderen die bekendstaat als de tijd van de Kadjaren. Dit doet de vereniging door het organiseren van jaarlijkse en some tweejaarlijkse congressen, workshops, lezingen, evenementen en door het uitgeven van boeken en een jaarboek.

## Objectieve geschiedschrijving Kadjaren-tijdperk
Lange tijd werd een objectieve geschiedschrijving van het Kadjaren-tijdperk in de weg gestaan door de historische gebeurtenissen na het verliezen van de troon door de Kadjaren en met name door de beïnvloeding van die geschiedschrijving door de politieke agenda van de nieuwe machthebbers. In de jaren negentig van de twintigste eeuw veranderde de omstandigheden in Iran, en daardoor ook daarbuiten, zodanig dat een neutralere benadering mogelijk leek. Het was daarom dat een aantal verspreid over de wereld levende wetenschappers met het idee kwam een studievereniging op te richten om die objectievere geschiedschrijving te faciliteren.

## Oprichting en activiteiten
Dit eerste initiatief werd genomen door professor Majid Tehranian (1937-2012) van de universiteit van Hawaï, professor Manoutchehr Eskandari-Qajar van Santa Barbara City College, de onafhankelijk onderzoeker en uitgever Ferydoun Barjesteh van Waalwijk van Doorn en door professor Mansoureh Ettehadieh (Nezam Mafi) van de universiteit van Teheran. Twee Iraanse onderzoekers, Bahman Bayani en Bahman Farman Farmaian, en vier Nederlandse onderzoekers, Willem Vogelsang (taalkundige), Gillian Vogelsang-Eastwood, Hans Timmermans en Corien Vuurman, sloten zich spoedig bij deze initiatiefgroep aan. Dit leidde in 2000 tot de officiële oprichting van de studievereniging die werd gevestigd te Santa Barbara in de Verenigde Staten. De studievereniging kreeg al spoedig de steun van vele prominente historici, waarvan velen bereid waren zitting te nemen in een adviesorgaan voor de studievereniging. Door die steun werd het de studievereniging, na een eerste bijeenkomst in Teheran in 2000, mogelijk gemaakt om in de daaropvolgende jaren congressen te organiseren bij een lange reeks universiteiten en instellingen. Tevens zagen vanaf het jaar 2000 zo'n 17 publicaties het licht. De studievereniging heeft in die jaren een groot aantal beginnende Iraanse onderzoekers een internationaal platform geboden, dat bij sommigen heeft geleid tot een internationale carrière. In de periode 2018-2020 werden de activiteiten van de International Qajar studies Association ondergebracht bij de Stichting Qajar Studies Foundation en sindsdien wordt de studievereniging vanuit Nederland aangestuurd. De collectie van de tot de studievereniging behorende Qajar Studies and Documentation Centre zijn vanaf die tijd gehuisvest in Museum het Ursulinenconvent - Internationaal Museum voor Familiegeschiedenis in Eijsden en bij het Internationaal Instituut voor Sociale Geschiedenis te Amsterdam.